# アルバロ・レモス
アルバロ・レモス・コジャーソ（Álvaro Lemos Collazo、1993年3月30日 - ）は、スペイン・ガリシア州サンティアゴ・デ・コンポステーラ出身のサッカー選手。レアル・オビエド所属。ポジションはDF。

## クラブ経歴
ガリシア州のサンティアゴ・デ・コンポステーラに生まれ、デポルティーボ・ラ・コルーニャのカンテラで育成された。しかし、デポルティーボのトップチーム昇格は叶わず、2015年7月17日に3年契約で移籍したCDルーゴでプロキャリアをスタートさせた。
2016年7月5日、プリメーラ・ディビシオンに所属していたセルタ・デ・ビーゴへ移籍し、5年契約を結んだ。
2018年1月10日、2018-19シーズン終了時までCDルーゴへレンタル移籍をした。
2018年6月19日、3年契約でUDラス・パルマスへ完全移籍をした。
2024年7月19日、レアル・オビエドに1年契約で移籍した。